# Ada
Ada  è un nome proprio di persona italiano femminile.

## Varianti
- Femminili
  - Alterati: Adina[2]
  - Composti: Adamaria[2], Adalisa[2]
- Maschili: Ado[2]
  - Alterati: Adino[2]

## Origine e diffusione
Questo nome riunisce in sé due diverse origini. In primo luogo, si tratta di una continuazione del nome germanico Ada, documentato già piuttosto anticamente assieme al maschile Ado; al netto di ipotesi che riconducono questi nomi alla voce fanciullesca atta ("padre"), è probabile in origine essi fossero ipocoristici di altri nomi comincianti con l'elemento adal o athal ("nobiltà"), come ad esempio Adalgisa, Adelaide, Adelinda e Adalberto.
In seconda battuta, "Ada" è anche un nome biblico, portato nell'Antico Testamento sia da una delle mogli di Lamech (Gn4,19), sia da una di quelle di Esaù (Gn36,2). In questo caso il nome, che risale all'ebraico עָדָה (Adāh), è da ricondurre alla radice 'dh ("adornare"), e è interpretabile come "ornamento"; anche qui si è ipotizzato che possa essere stato una forma abbreviata di 'El'âdâh, "Dio ha adornato", "adornata dal Signore".
Oltre che in italiano, il nome è attestato anche in varie altre lingue, tra cui inglese, tedesco, polacco, ungherese e finlandese (qui anche come Aada). In Italia il nome è documentato nel tardo Medioevo, sostenuto sia dal culto di sant'Ada, sia dalla presenza del corrispettivo francese Ade; esso si rarificò successivamente, tanto da non essere neppure registrato dai repertori onomastici di inizio Ottocento. Tornò in voga in seguito, giungendo probabilmente per vie letterarie dal Inghilterra o dalla Germania, sempre attraverso la Francia. Secondo dati pubblicati negli anni 1970, con oltre 140.000 occorrenze il nome era diffuso in tutto il territorio nazionale, ma in percentuale maggiore al Nord e al Centro. In Inghilterra, il nome venne introdotto dai Normanni, dove già esisteva un nome imparentato inglese antico, Ede
A margine, questo nome ha la particolarità di essere palindromo, come pochi altri quali Anna, Otto ed Elle.

## Onomastico
L'onomastico ricorre il 4 dicembre in ricordo di santa Ada, nipote di sant'Engelberto, suora nel monastero di Santa Maria a Soissons e poi badessa in quello di San Giuliano a Le Mans nel VII o nel XII secolo. Con la forma maschile si ricorda anche sant'Ado o Adone, arcivescovo di Vienne, commemorato il 16 dicembre.

## Persone

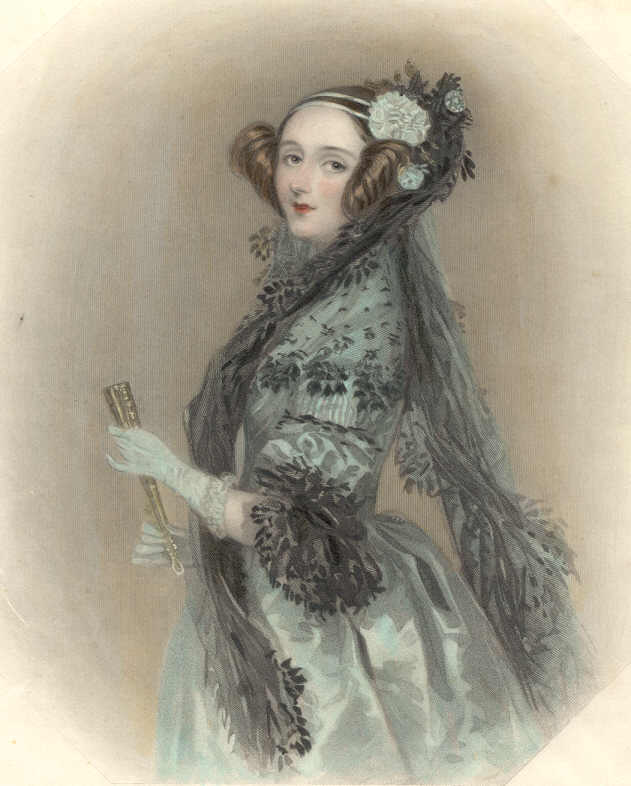
Ada Lovelace

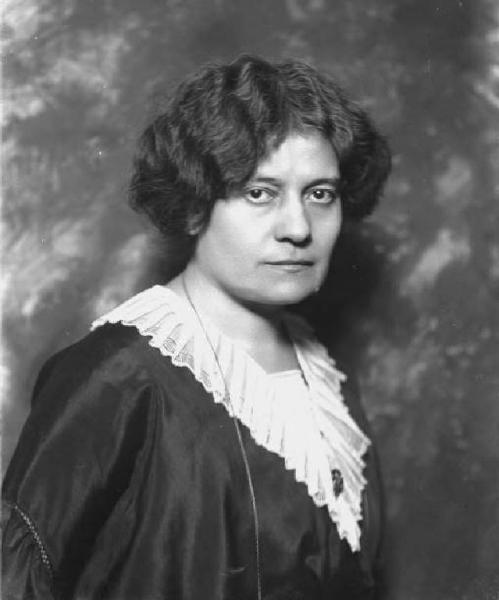
Ada Negri

- Ada Buffulini, antifascista italiana
- Ada Cambridge, scrittrice e poetessa inglese
- Ada Colau, attivista e politica spagnola
- Ada de la Cruz, modella dominicana
- Ada de Warenne, moglie di Enrico di Scozia, Earl di Northumbria ed Earl di Huntingdon
- Ada di Caria, regina della Caria
- Ada Dondini, attrice italiana
- Ada Fighiera-Sikorska, esperantista polacca
- Ada Gobetti, insegnante, traduttrice e giornalista italiana
- Ada Hegerberg, calciatrice norvegese
- Ada Kok, nuotatrice olandese
- Ada Leverson, scrittrice inglese
- Ada Lovelace, matematica inglese
- Ada Natali, politica italiana
- Ada Negri, poetessa e scrittrice italiana
- Ada Pace, pilota automobilistica e motociclistica italiana
- Ada Rogovceva, attrice ucraina
- Ada Vigliani, traduttrice e germanista italiana
- Ada Yonath, chimica e cristallografa israeliana

## Il nome nelle arti
- Ada è la nipotina di Adelaide nel racconto di Luigi Capuana La nonna.
- Ada è un personaggio della tragedia di Lord Byron Caino.
- Ada è un personaggio del romanzo di Ivan Sergeevič Turgenev Un nido di nobili.
- Adina è uno dei personaggi dell'opera lirica L'elisir d'amore di Gaetano Donizetti. A lei è dedicata la celebre romanza Una furtiva lagrima.
- Ada Clare è un personaggio del romanzo di Charles Dickens Casa Desolata.
- Ada Corishant è un personaggio dei romanzi del Ciclo indo-malese di Emilio Salgari.
- Ada Gallotti è un personaggio del film del 1958 Racconti d'estate, diretto da Gianni Franciolini.
- Ada Malfenti Speier è un personaggio del romanzo di Italo Svevo La coscienza di Zeno.
- Ada Mombelli è la protagonista femminile del romanzo Il maestro di Vigevano di Lucio Mastronardi, nonché dell'omonimo film del 1963, diretto da Elio Petri.
- Ada Persichetti è un personaggio del film del 2008 Un'estate al mare, diretto da Carlo Vanzina; anche nel nome il personaggio ricorda molto da vicino la Ada Gallotti di Racconti d'estate.
- Ada Shelby è un personaggio della serie televisiva Peaky Blinders.
- Ada Stoppani è un personaggio del romanzo di Luigi Bertelli Il giornalino di Gian Burrasca.
- Ada Van Veen è un personaggio del romanzo di Vladimir Vladimirovič Nabokov Ada o ardore.
- Ada Wong è un personaggio della serie di videogiochi Resident Evil.
- Storia di Ada è un romanzo di Carlo Cassola.

## Toponimi
- 523 Ada è un asteroide della fascia principale che prende il nome da Ada Helme, compagna di scuola e vicina di casa dello scopritore.
- Villa Ada è il secondo più grande parco pubblico di Roma.
- Villa Ada a Bagni di Lucca, sede di uno stabilimento termale.

## Informatica
Ada (linguaggio di programmazione) è un linguaggio di programmazione, così chiamato in onore di Ada Lovelace.